# Гангут (линкор)
«Гангу́т» (с 1925 года «Октя́брьская револю́ция») — линкор русского и советского флота, последний (по дате закладки и дате спуска на воду) из четырёх дредноутов балтийской серии типа «Севастополь».
Линкор-дредноут «Гангут» стал четвёртым кораблём русского флота, названным в честь победы в Гангутском сражении.

## История
Заложен 3 (16) июня 1909 года на Адмиралтейском заводе в один день с однотипным линкором «Полтава». Строитель — Л. Л. Коромальди. 7 октября 1911 года спущен на воду. Достройка продолжалась до 4 ноября 1914 года. Прошёл ходовые и приёмные испытания, в конце декабря был зачислен в состав действующего флота, перешёл в Гельсингфорс, где был включён в состав 1-й бригады линейных кораблей Балтийского флота.
Принимал участие в первой мировой войне. 11 ноября 1915 года линкорами «Гангут» и «Петропавловск» под прикрытием крейсеров 1-й бригады было поставлено минное заграждение из 550 мин южнее острова Готланд. 25 ноября на минах этого заграждения подорвался немецкий крейсер «Данциг». Совершив три боевых похода во второй половине 1915 года на обеспечение минных постановок в Балтийском море, «Гангут» весь остальной период первой мировой войны простоял в Гельсингфорсе.
19 октября 1915 года на стоящем на гельсингфорсском рейде «Гангуте» произошло возмущение нижних чинов команды. Вечером матросы отказались от ужина, а затем потребовали убрать с корабля старшего офицера барона Э. Э. Фитингофа. При попытке захватить оружие были остановлены офицерами. Командир «Гангута» капитан 1-го ранга А. Кедров с трудом удержал матросов от выступления, пообещав разобраться в их требованиях, главными из которых были улучшение питания и выдворение с корабля офицеров немецкого происхождения. 20 октября на «Гангут» прибыл командующий Балтийским флотом адмирал Канин. Началось расследование, работу следственной комиссии возглавил адмирал А. Небольсин. Всего было арестовано 95 матросов (в числе их были и знаменитые в будущем коммунисты П. Е. Дыбенко и В. Ф. Полухин), 34 из них привлечены к суду. 26 матросов были приговорены к каторжным работам на срок от 4 до 15 лет (включая двоих, которым расстрел был заменён на каторгу), 8 матросов судом были оправданы.

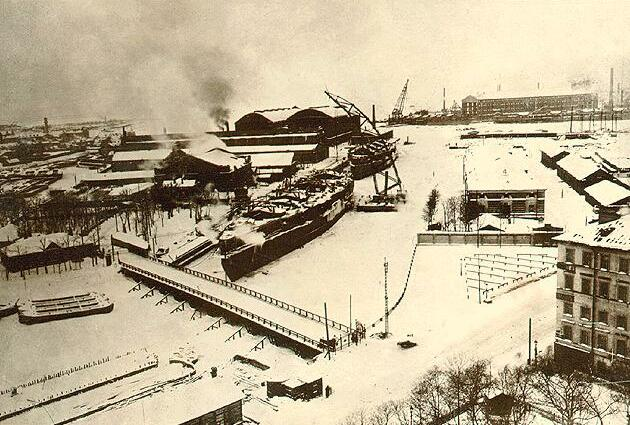
«Гангут» во время достройки

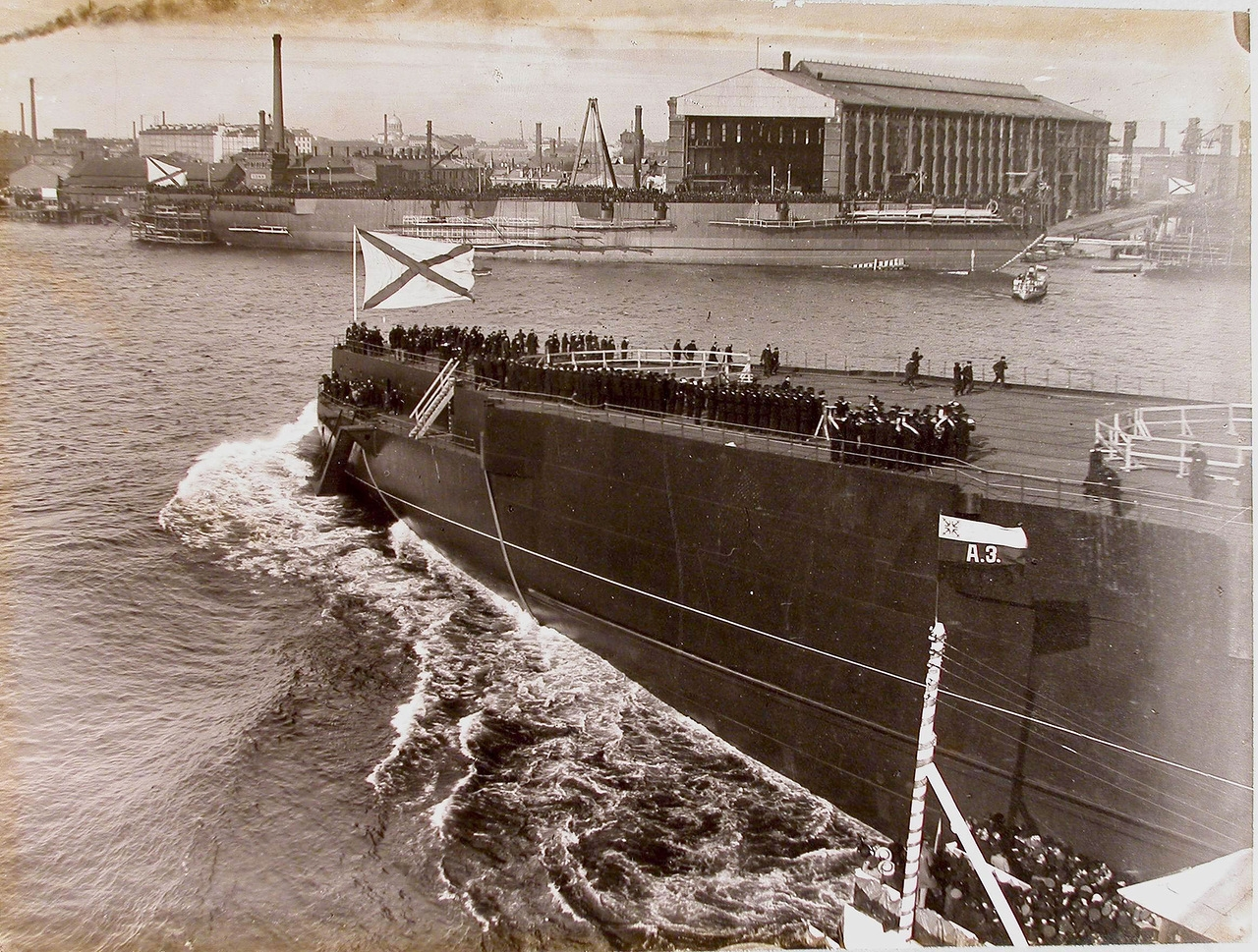
Спуск на воду линкора «Гангут»

С 12 по 17 марта 1918 года в составе первого отряда кораблей совершил ледовый переход из Гельсингфорса в Кронштадт.
В ноябре 1918 года переведен в Петроград, где после консервации простоял до мая 1925 года на длительном хранении у стенки Ленинградского завода.
В конце 1924 года были начаты восстановительные работы.
18 апреля 1925 года зачислен в состав учебного отряда морских сил Балтийского моря.
26 апреля 1925 года продолжен ремонт корабля на кронштадтском «пароходном» заводе.
15 мая 1925 года на линкоре впервые были подняты военно-морской флаг СССР и гюйс.
27 июня 1925 года линейный корабль «Гангут» был переименован в «Октябрьскую революцию».
В июле—августе 1925 года находился в сухом доке.
1 января 1926 года был зачислен в резерв морских сил Балтийского флота.
28 июня 1926 года вышел в море для опробования механизмов.
Летом 1928 года был протаранен крейсером «Аврора». В результате столкновения корпус линкора получил пробоину в районе 70—75 шпангоутов. Для устранения повреждения был отправлен в сухой док.
В июне 1929 года корабль потерял большой руль вместе с обломком баллера. Это произошло во время циркуляции на полном ходу при полной перекладке руля. В сухом доке линкору поставили новый руль, снятый с «Фрунзе».
В июле 1929 года во время учебных стрельб от преждевременного открытия замка 120-мм орудия № 16 в каземате загорелись полузаряды. Пожар привёл к потерям в экипаже.
В 1931 году коснулся днищем грунта, тем самым повредив наружную обшивку от первой башни до турбинного отделения. Для устранения повреждения вновь был введен в сухой док. Работы заняли 15 суток.
12 сентября 1931 года стал к стенке Балтийского завода для модернизации, аналогичной как и на его систершипах. Капитальный ремонт предполагалось выполнить за три зимы (1931—1934 годы) таким образом, чтобы к началу каждой летней кампании корабль был боеспособен. Модернизация была завершена 4 августа 1934 года.
В июне 1935 года у Демонстейской банки сел на мель, временно потерял ход и повредил днище; доковый ремонт занял 25 суток. Устранение течи путем бетонирования привело к снижению запаса топлива на 100 тонн (полноценный доковый ремонт, восстановивший спецификационную ёмкость топливных цистерн, был выполнен в 1940 году и занял 55 суток).
Последние (в течение всего срока службы) испытания на мерной миле линкор прошел 10 июня 1938 года, развив скорость 22,48 узла при частоте вращения гребных винтов 320 об/мин.
Во время советско-финской войны участвовал в подавлении огневых точек противника на островах и приморском плацдарме и оказывал огневую поддержку сухопутным войскам.
10 и 18 декабря 1939 года в составе эскадры участвовал в обстреле 254-мм финской батареи у Саренпя (остров Койвисто). Линкором было выпущено по ней 269 305-мм снарядов с дистанций 102—120 кабельтовых[2] (по данным Советской стороны, были выведены из строя три орудия из четырёх).
С 30 декабря по 2 января 1940 года вновь обстреливал береговые укрепления финнов, а затем из-за сложной ледовой обстановки и плохой видимости линкор был отозван в Кронштадт. За всё время войны корабль повреждений не получил. 69 офицеров и матросов линкора были награждены орденами и медалями.
В феврале 1940 года встал на очередной ремонт.

### Великая Отечественная война
До начала войны базировался в Таллине.
22 июня 1941 года зенитные расчеты корабля вели огонь по самолётам-разведчикам противника.
1-2 июля 1941 года линкор в сопровождении с эскадренными миноносцами «Смелый», «Славный», «Суровый», «Свирепый», «Страшный», «Яков Свердлов», «Артём» и «Володарский», пятью быстроходными тральщиками и восемью морскими охотниками был перебазирован из Таллина в Кронштадт.
28 августа 1941 года выстрелом шрапнелью из орудий главного калибра был сбит аэростат-корректировщик противника над районом Кипень-Красное село.
30 августа все корабли Кронштадта были включены в систему артиллерийской обороны Ленинграда. Немецкие войска в сентябре начали штурм города.
5 сентября 1941 года в 11 часов открыл огонь из орудий главного калибра по наступающим войскам противника. Артиллеристы корабля вели огонь по скоплению немецких танков и мотопехоты в районе Красного Села.
В последующие дни линкор, поддерживая советские сухопутные войска, ежедневно проводил от двух до пяти стрельб из орудий главного калибра.
9 сентября 1941 года снятые ещё в конце августа четыре 120-мм орудия и их боевые расчеты (92 человека) были отправлены на сухопутный фронт.
15 сентября утром линкор вышел из Кронштадта и стал на якорь на Петергофском рейде. Для стрельбы главным калибром на дальность, превышающую предельную, потребовалось увеличить угол возвышения орудий, создав для этого крен 5—6° на противоположный борт. Необходимый крен обеспечил командир электромеханической боевой части корабля капитан 1 ранга И. А. Зубарев.
16 сентября 1941 года на корабле произошла авария. Во время стрельбы из орудий главного калибра сразу же после вылета из ствола взорвался один снаряд. В результате взрыва погиб один и было ранено три члена экипажа.
17 сентября 1941 года на сухопутный фронт ушел отряд из членов экипажа корабля в составе 590 человек.
18 сентября 1941 года линкор огнем своих орудий подавил две батареи противника калибром 150-мм и 210-мм. Поняв, какую огромную роль играет морская артиллерия в обороне Ленинграда, немецкое командование решило уничтожить корабли КБФ и, в первую очередь, линкоры «Марат» и «Октябрьская революция».
Утром 21 сентября 1941 года линкор с якорной стоянки на Петергофском рейде вел огонь из орудий главного калибра по противнику в районе Красного Села. В 11 часов 19 минут 30 самолётов Ju-88 совершили налет на корабль с кормовых курсовых углов. Зенитным огнем с линкора было сбито два самолёта. Однако три авиабомбы массой более 250 кг почти одновременно попали в носовую часть корабля в районе 14—29-го шпангоутов. Пробив верхнюю палубу, бомбы взорвались на средней. Сила взрыва была настолько велика, что настил верхней палубы, оторвавшись от бортов, вместе со шпилевым устройством завернулся на полубак. Почти до самого днища была пробоина. Якорь-цепь, сорвавшись со стопоров, вытравилась за борт на 150—200 метров. Не прекращая вести огонь из всех калибров, волоча за собой вытравленную якорь-цепь и ведя борьбу с пожаром на баке, «Октябрьская революция» начал движение в Кронштадт. Благодаря умелым действиям аварийных партий и других подразделений корабля, удалось быстро потушить пожар, остановить поступление забортной воды и осушить затопленные помещения. Линкор не смог освободиться от якорь-цепей, но, тем не менее, сумел перейти с Петергофского рейда в Кронштадт.
В течение того же дня линкор, находясь на Малом Кронштадтском рейде, подвергся ещё пяти массированным налетам немецкой авиации. Однако, они не были для самолётов противника столь удачными и серьёзных повреждений кораблю не нанесли.
22 сентября 1941 года противник возобновил воздушные налеты на корабли Балтийского флота. В этот день авиация трижды атаковала линкор группами по 20-30 самолётов, которые сбросили 79 авиабомб, но попаданий не имели.

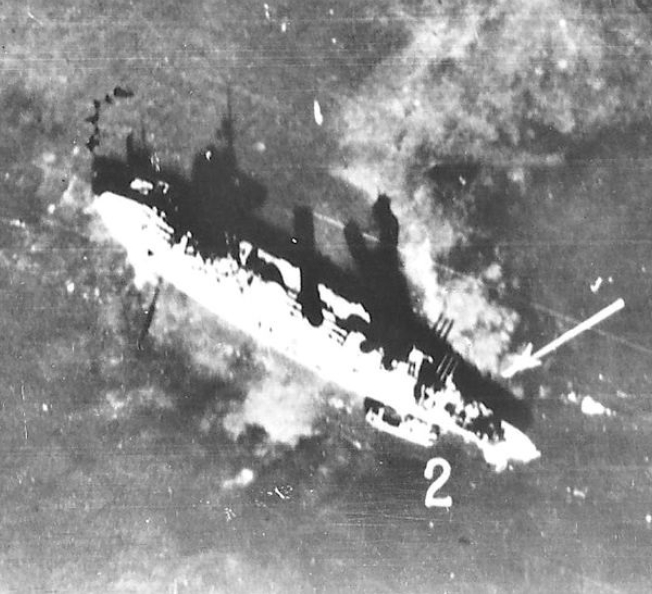
Аэрофотосъемка «Люфтваффе» 23 сентября 1941 года с указанием нанесенных линкору повреждений.

23 сентября 1941 года снова был совершен воздушный налет на линкор «Октябрьская революция», два самолёта Ju-88 были сбиты. В последующих воздушных налетах участвовало до 150 пикирующих бомбардировщиков. Около корабля упало 145 авиабомб. Две из них попали в корабль, выведя из строя левое орудие третьей башни. Одновременно противник обстреливал линкор с берега. В этом налете зенитным огнем с линкора были сбиты три бомбардировщика Ju-88.
24 сентября 1941 года линкор вошел в военную гавань и ошвартовался у стенки Лесных ворот, напротив Морского завода.
27 сентября 1941 года немецкая авиация в 19-й раз совершила воздушный налет на линкор. В нём участвовало 25 Junkers Ju 88 под прикрытием 18 истребителей. Одновременно корабль начала обстреливать немецкая береговая батарея. В бою погибли 26 зенитчиков с линкора. Одна авиабомба попала в барбет второй башни, в результате чего он был разрушен и башню заклинило.
Всего в сентябрьских налетах авиация противника сбросила на линкор около 450 бомб, 6 из которых попали в корабль. Зенитным огнем с корабля было сбито 11 самолётов противника.
К началу октября 1941 года передовые позиции врага оказались в зоне действия 120-мм орудий линкора. 1 и 2 октября артиллеристы ввели в действие и противоминный калибр корабля.
5 и 6 октября 1941 года орудия главного и противоминного калибра вели стрельбу по противнику в районе Нового Петергофа.
15 октября 1941 года с дистанции 85 кбт (15700 метров) линкор уничтожил 280-мм батарею противника, стрелявшую по Ленинграду.
Последнюю стрельбу по передовым частям противника артиллеристы линкора провели 22 октября 1941 года. В этот же день в 20 часов 55 минут линкор «Октябрьская революция» под покровом ночи в сопровождении двух буксиров вышел из Кронштадта и своим ходом по Морскому каналу направился в Ленинград. В 6 часов 30 минут 23 октября 1941 года линкор занял новую огневую позицию у Горного института. По данным из другого источника, линкор 22 октября встал к стенке Балтийского завода для ремонта.
В октябре 1941 года «Октябрьская революция» провел 25 стрельб из орудий главного калибра, выпустив за это время 257 снарядов 305-мм калибра и нанеся противнику существенный урон в живой силе и технике. Однако и корабль понес значительные потери в своем экипаже.
В начале октября командование флота получило приказ рассечь петергофский клин противника и облегчить соединение наших сухопутных войск, наступающих из Урицка и с Ораниенбаумского «пятачка». Сводный десантный батальон был сформирован из экипажей линкоров «Марат» и «Октябрьская революция». В ночь с 4 на 5 октября 1941 г. десантники высадились на побережье залива в районе Нового Петергофа. Несмотря на массовый героизм десантников, операция успеха не имела, и моряки практически все погибли. Лишь немногие, будучи тяжело ранеными, попали в плен. Выжить из этого десанта удалось всего трем матросам.
После того как наступление немецких войск на Ленинград было остановлено, началась ленинградская блокада. Экипаж линкора «Октябрьская революция» должен был поддерживать полную боевую готовность для отражения возможных атак авиации и использования орудий главного калибра по приказанию штаба КБФ и Военного совета Ленинградского фронта. Одновременно экипажу линкора была поставлена задача своими силами полностью восстановить корабль к весне 1942 года. Работы по ремонту и довооружению линкора возглавили старший помощник командира корабля капитан 2 ранга Н. А. Петрищев и помощник командира корабля капитан 3 ранга В. Р. Новак. Прежде всего, линкор был закамуфлирован, чтобы не выделяться на фоне заводских строений и жилых зданий.
В январе 1942 года в результате попадания 210-мм снаряда корабль получил подводную пробоину в районе 52-54-го шпангоутов, примерно на глубине 6 метров от ватерлинии. Помещения по левому борту на протяжении около 10 метров были затоплены. В мирное время для устранения этого повреждения потребовалась бы постановка корабля в док, но тогда такой возможности не было. Решено было изготовить на Балтийском заводе деревянный кессон. В проектировании его оказали большую помощь инженеры завода, а изготовлял кессон весь экипаж, устанавливали его корабельные водолазы из аварийных партий. В начале апреля 1942 года моряки закончили заделку пробоины.
4 апреля 1942 года началась военно-воздушная операция «Айсштосс» с целью уничтожения основных сил Балтийского флота. Советское командование прогнозировало попытки немецкой авиации уничтожить корабли. В районе дислокации кораблей срочно был дополнительно развёрнут зенитно-артиллерийский полк, ближе к кораблям перемещены некоторые другие батареи ПВО, из Кронштадта на усиление ПВО Ленинграда переброшены ещё 5 зенитных батарей. «Октябрьская революция» и другие корабли КБФ подверглись сначала массированному артиллерийскому удару, а затем налету 132 бомбардировщиков. Попаданий в линкор не было.
В ночь с 4 на 5 апреля был совершён повторный авианалёт силами 31 бомбардировщика по линкору «Октябрьская революция», окончившийся безуспешно: все бомбы легли со значительным удалением.
Чтобы не демаскировать себя, линкор огня не открывал, его прикрывали наземные зенитные батареи.
24 апреля 1942 года авиация противника продолжила операцию. В этот день линкор атаковали 16 Junkers, один из них был сбит и упал в черте Ленинграда. Бой длился 16 минут, прямых попаданий в корабль не было.
27 апреля 1942 года немцы предприняли последнюю попытку уничтожить корабли КБФ на Неве. Около 19 часов к линкору удалось прорваться 13 пикировщикам. Одновременно артиллерия противника вела обстрел корабля, не добившись попаданий. Вблизи линкора разорвалось 25 авиабомб, были повреждены 2 зенитных пулемёта, погиб 1 и было ранено 8 членов экипажа, но в остальном линкор не пострадал.
В июле 1942 года в командование линкором вступил капитан 1 ранга Н. А. Петрищев, и корабль приступил к подготовке операции «Искра».
Операция «Искра» началась 12 января 1943 года. Линкор в период с 12 по 16 января провел шесть стрельб главным калибром, израсходовав при этом около 50 снарядов. Десять раз открывал огонь дивизион противоминного калибра. За этот период артиллерия линкора оказала большую помощь войскам, наступающим на главном направлении. 18 января 1943 года блокада была прорвана, однако угроза артобстрелов города и кораблей осталась.
16 апреля 1943 года героический поступок совершил командир зенитного расчёта старшина 1 статьи И. И. Томбасов. Во время артобстрела артиллерийский снаряд противника разорвался недалеко от зенитного орудия на левом срезе линкора, вызвав пожар боезапаса в кранцах первых выстрелов. Создалась угроза взрыва погребов зенитного и противоминного калибра. Тяжело раненый Иван Томбасов начал выбрасывать загоревшийся боезапас за борт. Последний снаряд взорвался у старшины в руках. Он погиб, но спас весь корабль.
В июле 1944 года линкор провел последние боевые стрельбы, поддерживая наступление 21-й армии на Карельском перешейке.

### Послевоенная служба
В первые послевоенные годы линкор практически не выходил в море и прошёл за 1946—1947 годы всего 2,7 морских мили.
Начиная с 1948 года «Октябрьская революция» (со слов современников, проходивших службу в Кронштадте в 1940-х годах, вместо длинного названия «Октябрьская революция» линкор называли просто — «Октябрина») вновь начал выходить в море и с этого момента по 1955 год прошёл 22345 миль.
13 октября 1951 года линкор был переведён в 85-ю бригаду учебных кораблей.
В 1953 году на корабле провели последний раз ремонт котлов и было заменены все 2254 водогрейные трубки.
24 июля 1954 года переклассифицирован в учебный линейный корабль.
17 февраля 1956 года исключён из списков судов ВМФ в связи с передачей в отдел фондового имущества для демонтажа и реализации.
26 марта 1956 года экипаж был расформирован и в 1956—1957 годах корабль был разделан на базе «Главвторчермета» в Ленинграде на металл.

## Память
На Якорной площади в Кронштадте, на берегу Обводного канала находятся реликвии линкора Краснознаменного Балтийского флота «Октябрьская Революция»: два якоря линкора, кусочек брони, вырезанной из башни главного калибра линкора и 76,2-миллиметровая спаренная артиллерийская установка (зенитные орудия), снятые в ноябре 1956 года с корабля и установленные в Летнем саду, а потом перенесенные на Якорную площадь.
Тут же находятся зенитные орудия имени старшины первой статьи Ивана Томбасова, который спас корабль, пожертвовав ради этого своей жизнью.
В 1973 году в СССР были выпущены почтовая марка и карточка для картмаксимума с изображением линкора.

## Награды
22 июля 1944 года линкор был награждён орденом Красного Знамени.

## Вооружение
В качестве орудий главного калибра на линейном корабле были установлены двенадцать 305-мм орудий Обуховского завода с длиной ствола 52 калибра. Они были установлены в четырёх трехорудийных башнях. Башни располагались в одну линию по одной на носу и корме и две в центральной части корпуса.
Противоминная артиллерия состояла из шестнадцати 120-мм орудий Vickers с длиной ствола 50 калибра. Они располагались в казематах средней палубы. Кроме того, в качестве зенитного вооружения были установлены два 63-мм орудия и одно 47-мм орудие Hotchkiss.
Торпедное вооружение линкора состояло из четырёх 450-мм бортовых подводных торпедных аппаратов. Корабль был оборудован противоторпедными сетями, которые подвешивались на выстрелах, укрепленных по бортам.

## Модернизации
1931-34 годы :
конструкция

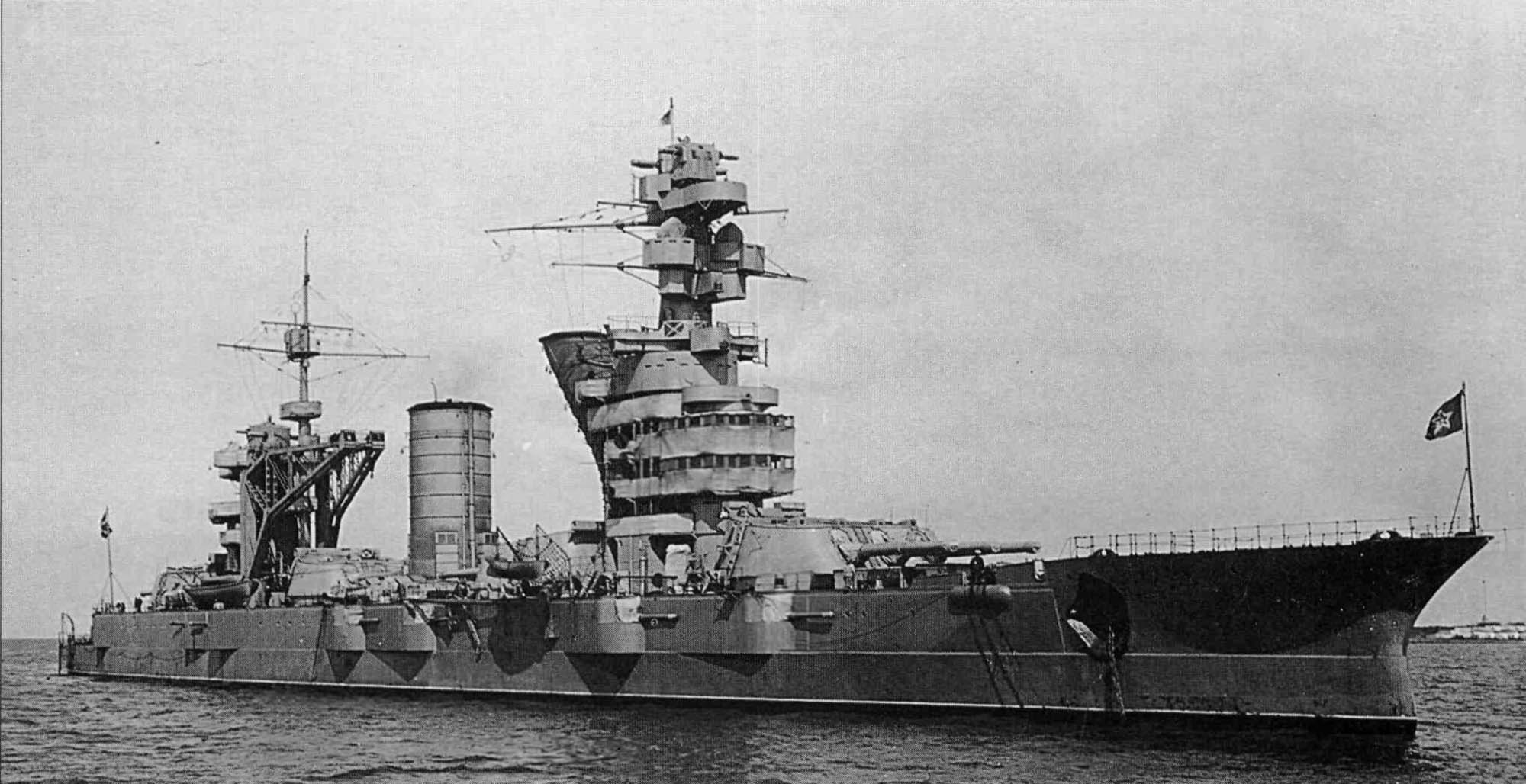
Линкор после модернизаций 30-х годов

- 25 котлов со смешанным отоплением были заменены на 12 более производительных с нефтяным отоплением;
- Были удалены не оправдавшие себя турбины крейсерского хода;
- Линкор получил носовую наделку в виде полубака с новыми клюзами, волноломом и другими устройствами;
- В районе наделки был снят 76-мм верхний броневой пояс;
- На 14 шпангоут был установлен 50-мм траверз;
- Была проведена перепланировка помещений, в связи с сокращением объёма помещений занимаемых энергетической установкой, в частности, упразднением носового котельного отделения, и были оборудованы новые посты и 23 новые каюты;
- Установлена новая жесткая фок-мачта с основанием в виде усеченного конуса;
- Увеличена на один этаж высота носовой боевой рубки;
- Усилено бронирование кожухов дымовых труб с 22 до 56 мм;
- В районе котельных отделений установлены новые продольные переборки;
- Для улучшения непотопляемости установили 11-мм поперечные переборки, разделив каждое из трех котельных отделений на два отсека;
- Для спуска на воду и подъёма с неё гидросамолета и катеров над 3-й башней установили громоздкие универсальные краны грузоподъемностью 20 тонн с большим вылетом.

Вооружение
- Установлены два поста КДП2-6 (Б-22 с дальномером ДМ-6 и стереотрубой СТ-5) для выдачи целеуказания главному калибру;
- Установлены четыре КДП2-4 (Б-12 с дальномером ДМ-4 и стереотрубой СТ-3) для управления стрельбой противоминного калибра;
- 305-мм башни были оснащены 6-м дальномерами ДМ-6;
- В дополнение к ПУС системы Н. К. Гейслера (образца 1909 года), ставшим запасными, были установлены ПУС образца 1932 года (система центральной наводки «Гора»);
- Установлено шесть 76,2-мм орудий системы Лендера (по три на концевых башнях);
- Установлено четыре 45-мм полуавтомата 21-К;
- Установлено четыре счетверенных 7,62-мм пулемета.

1937 год :
Вооружение
- Сняты все 45-мм орудия 21-К.

1938-39 годы :
Вооружение
- На крыши башен были уложены 76-мм броневые листы массой по 7 тонн;
- Были сменены 12 изношенных стволов у 120-мм казематных орудий.

Оборудование
- Три дизеля фирмы Фельзера заменили на два отечественных 38-В-8 мощностью по 500 л. с..

1940 год :
Вооружение
- Шесть открытых 76,2-мм зенитных орудий системы Лендера заменили новыми 76,2-мм артустановками 34-К с 12-мм броневыми башнеподобными щитами;
- Оборудовали два поста (носовой и кормовой) управления огнем зенитного калибра с иностранными приборами ПУАЗО WEST-5 выпуска 1939 года;
- Установлено четыре 90-см боевых прожектора системы Сперри.

1941 год :
Вооружение
- Установили две спаренные 76,2-мм артустановки 81-К, расположив их на кормовых срезах и сняв для этого два кормовых 120-мм казематных орудия;
- Сняты все счетверенные 7,62-мм пулеметы;
- Установлено 12 новейших по тому времени 37-мм автоматов 70-К (по три на 2-й и 3-й башнях и по три на мостиках и крыльях фок- и грот-мачт);
- Установлено четыре одноствольных и два спаренных пулемета ДШК;
- Установлено два счетверенных 12,7-мм пулемета Vickers;
- Сняты четыре 120-мм орудия и переданы на сухопутный фронт.

1941 год :
Вооружение
- Установлено четыре 37-мм автомата 70-К;
- Установлена одна спаренная 76,2-мм артустановка 81-К;
- Установлен счетверенный 37-мм автомат 46-К.

1944-45 годы :
Оборудование
- Установлены радиолокационные станции, которые были получены по ленд-лизу.

Вооружение
- Сняты два 60-см боевых прожектора МПРЭ-60-3.

1947 год :
Оборудование
- Установлено американская радиолокационная станция обнаружения надводных целей SG-1;
- Установлены английские станции обнаружения воздушных и надводных целей Type 281;
- Установлена английская артиллерийская станция Type 284;
- Установлена радиолокационная аппаратура опознавания.

1953 год :
Оборудование
- Сняты станции SG-1, Type 281 и Type 284;
- Установлены станции советского производства «Риф», «Гюйс-2»;
- Аппаратура опознавания заменена на советскую аппаратуру типа «Факел-М»;
- Обновлены корабельные средства радиосвязи и штурманское вооружение.

1954-55 годы :
Вооружение
- Сняты четырнадцать 120-мм орудий;
- Сняты все 12,7-мм пулеметы.

## Командиры
- 06.12.1911 — 03.06.1915 — капитан 1-го ранга Григоров, Николай Митрофанович
- 03.06.1915 — 28.06.1916 — флигель-адъютант капитан 1-го ранга Кедров, Михаил Александрович
- 1916—1917 — капитан 1-го ранга Палецкий, Пётр Петрович
- 1918—1921 — Антонов, Лев Викторович
- 1921—1922 — Викторов, Михаил Владимирович
- 1925—1928 — Салмин, Евгений Иванович
- 1928—1930 — Иванов, Вадим Иванович
- 1930—1936 — Несвицкий, Николай Николаевич
- 1936—1939 — Птохов, Борис Павлович
- 1939—1940 — капитан 2-го ранга Вдовиченко, Дмитрий Данилович
- 1940—1942 — контр-адмирал Москаленко, Михаил Захарович
- 1942—1945 — капитан 2-го ранга Петрищев, Николай Андреевич
- 1945—1946 — Солоухин, Сергей Дмитриевич
- 1947—1951 — Нарыков, Василий Максимович